# 黑江站

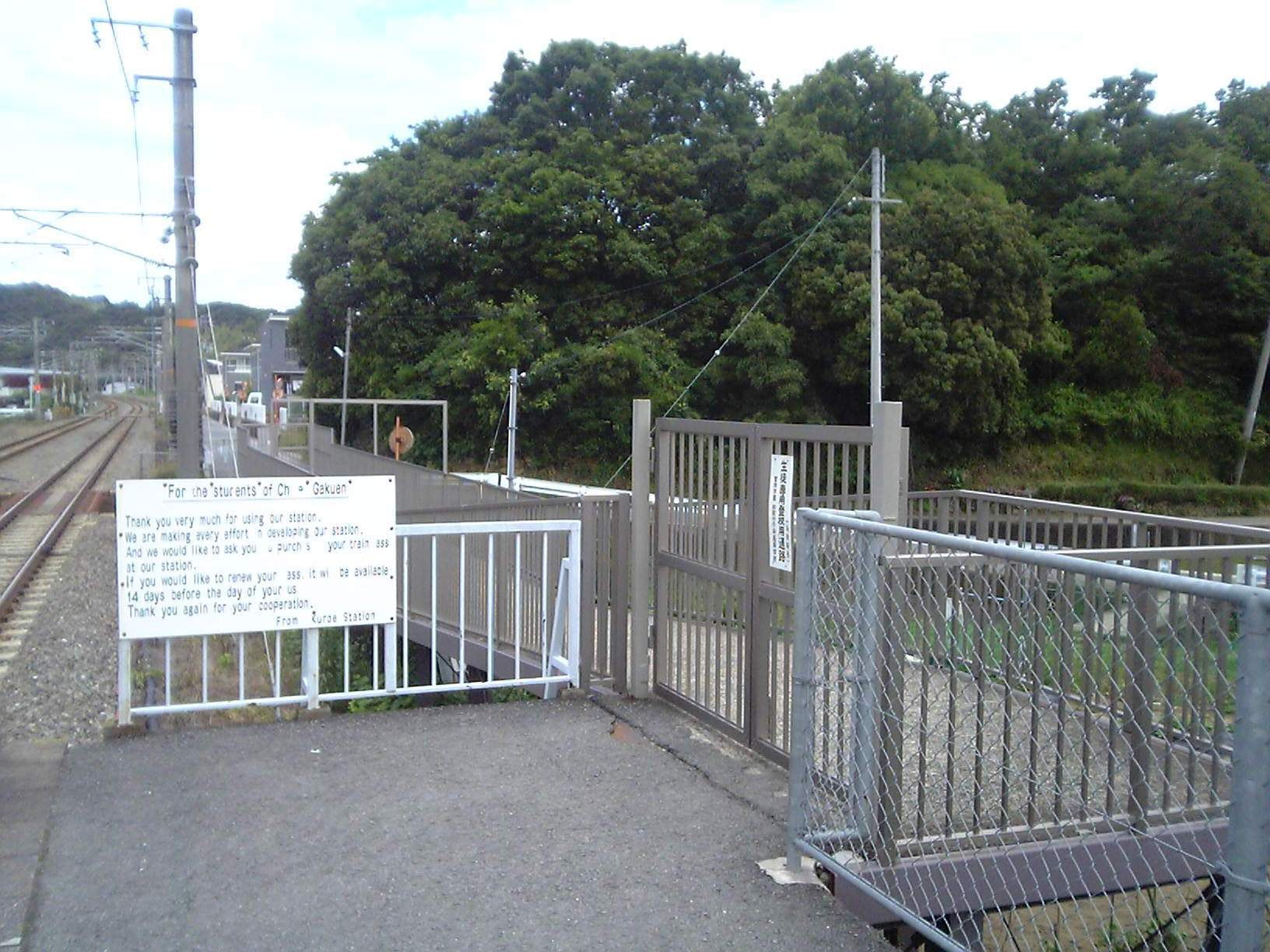
2號月台(御坊方向)北邊的智辯學園師生專用出口（2010年6月16日）

黑江站（日语：／ Kuroe eki */?）是位於和歌山縣海南市岡田横山，西日本旅客鐵道（JR西日本）的紀勢本線（紀國線）車站。

## 歷史
- 1966年（昭和41年）11月1日 - 國鐵紀勢本線海南站至紀三井寺站之間開設此站[1]。
- 1987年（昭和62年）4月1日 - 伴隨國鐵分割民營化，車站由西日本旅客鐵道（JR西日本）營運[1]。
- 2003年（平成15年）3月15日 - 實施時間表修正，成為快速列車停車站。
- 2015年（平成27年）8月30日 - 車站可以使用「ICOCA」智能卡。

## 車站構造
車站為地面車站，設有2面2線的相對式月台。設有轉轍器和絶對信號機，被定義為停留所。在開業當初已經設有跨站式站房。在2號月台（御坊方向）的北邊設有智辯學園専用出口。
車站由海南站管理，委托JR西日本MAINTEC進行車站業務。車站設有POS終端，車站也設有1台觸控面板式自動售票機。

### 月台
| 月台 | 路線   | 方向               |
| ---- | ------ | ------------------ |
| 1    | 紀國線 | 和歌山、天王寺方向 |
| 2    | 紀國線 | 御坊、新宮方向     |

- 以上的路線名是使用旅客資訊上的名稱（愛稱）。

## 使用狀況
以下列出近年1日平均乘車人次。
| 年度   | 一日平均 乘車人次 |
| ------ | ----------------- |
| 1998年 | 2,407             |
| 1999年 | 2,378             |
| 2000年 | 2,385             |
| 2001年 | 2,308             |
| 2002年 | 2,337             |
| 2003年 | 2,404             |
| 2004年 | 2,463             |
| 2005年 | 2,557             |
| 2006年 | 2,589             |
| 2007年 | 2,598             |
| 2008年 | 2,632             |
| 2009年 | 2,591             |
| 2010年 | 2,616             |
| 2011年 | 2,628             |
| 2012年 | 2,598             |
| 2013年 | 2,763             |
| 2014年 | 2,549             |
| 2015年 | 2,642             |
| 2016年 | 2,617             |
| 2017年 | 2,563             |

## 車站周邊
- 智辯學園和歌山小學校、中學校及高等學校
- 海南室山郵局
- 松坂王子遺跡
- 紀國信用金庫（日语：きのくに信用金庫）黑江站前分店
- 紀三井寺公園（日语：紀三井寺公園）
  - 紀三井寺運動公園田徑體育場（日语：紀三井寺運動公園陸上競技場）
  - 和歌山縣營紀三井寺棒球場（日语：和歌山県営紀三井寺野球場）

## 相鄰車站
西日本旅客鐵道
 紀國線（紀勢本線）
■快速・■普通（包括在阪和線內的快速及紀州路快速列車）
海南－黑江－紀三井寺

## 注腳
1. 1 2 3  曾根悟（監修）. 朝日新聞出版分冊百科編集部（編集） , 编. . 朝日百科週刊. 25號 紀勢本線、參宮線、名松線. 朝日新聞出版. 2010-01-10: 18–21.
2. ↑  『和歌山縣統計年鑑』及『和歌山縣公共交通機關等資料集』
3. ↑  平成29年度和歌山縣公共交通機關等資料集PDF

## 外部連結
- 黑江｜車站資訊：JR出門網 - 西日本旅客鐵道